# George Burns (baseball, 1893)
Pour les articles homonymes, voir George Burns (homonymie) et Burns.
George Henry Burns, né le 31 janvier 1893 à Niles (Ohio) et décédé le 7 janvier 1978 à Kirkland (Washington), est un ancien joueur américain de baseball, qui évoluait en ligue majeure de baseball.

## Carrière

### Professionnelle
Après quatre saisons ternes chez les Tigers de Détroit, Burns devient un redoutable frappeur. Avec les Athletics de Philadelphie en 1918, il affiche ainsi une moyenne au bâton de 0,352 ; Seul Ty Cobb fait mieux.
Après une bonne deuxième saison chez les Phillies (0,296 au bâton), Burns est transféré chez les Indians de Cleveland. 
George Burns est désigné MVP de la Ligue américaine en 1926 ; Il porte alors les couleurs des Indians de Cleveland avec lesquels il gagne les World Series en 1920. Burns remporte également les Séries mondiales en 1929 avec les Athletics de Philadelphie.
Après sa carrière dans les ligues majeures, il joue cinq saisons en Pacific Coast League puis devient manager en ligues mineures jusqu'en 1939.